# Hercegovské povstání (1882)
Hercegovské povstání (srbochorvatsky Hercegovački ustanak) v roce 1882 bylo vzpourou srbského a muslimského obyvatelstva Bosny a Hercegoviny proti rakousko-uherské okupační správě. Předcházelo mu první Hercegovské povstání mezi lety 1875 a 1877.

## Historie

### Vznik
Na základě závěrů Berlínském kongresu, řešícího tzv. Velkou východní krizi na Balkáně, obsadila vojska Rakouska-Uherska po krátké vojenské kampani území Bosny a Hercegoviny, někdejší území Osmanské říše. To vyvolalo nemalou nevoli ve zdejší národnostně i nábožensky smíšené populaci. K další eskalaci situace došlo počátkem roku 1882. Hlavním důvodem povstání v roce 1882 byla nevyřešená agrární otázka, daně a uložená vojenská povinnost místnímu obyvatelstvu. Bylo totiž úředně rozhodnuto, že i obyvatelstvo nejnověji získaného území Habsburské monarchie má sloužit v její armádě. To však místní považovali za nehorázné, neboť Bosna ještě stále formálně patřila k Osmanské říši a takové rozhodnutí mohl vydat jedině sultán. Bosňáci reagovali masivním odchodem na turecká území (především do Sandžaku), Srbové zprvu protestovali, nevole pak v okolí města Foča zavdala k ozbrojenému povstání.
V noci na 11. ledna 1882 zaútočila skupina ozbrojených rolníků na c. k. četnická kasárna v Ulogu. Zde následně vzniklo centrum povstání v roce 1882 a byla zde vytvořena také povstalecká vláda. Ze sociálního hlediska byla naprostá většina rebelů chudými rolníky. Povstání se brzy rozšířilo do severovýchodní Hercegoviny a jihovýchodní Bosny. V období mezi lednem a únorem se rebelové vedení Stojanem Kovačevićem a Salihem-Salko Fortem pokusili zaútočit na Foču a Trnovo (jižně a jihovýchodně od Sarajeva). Jejich hlavním cílem bylo osvobození Sarajeva jakožto hlavního města, které se stále nevzpamatovalo z velkého požáru v roce 1879.

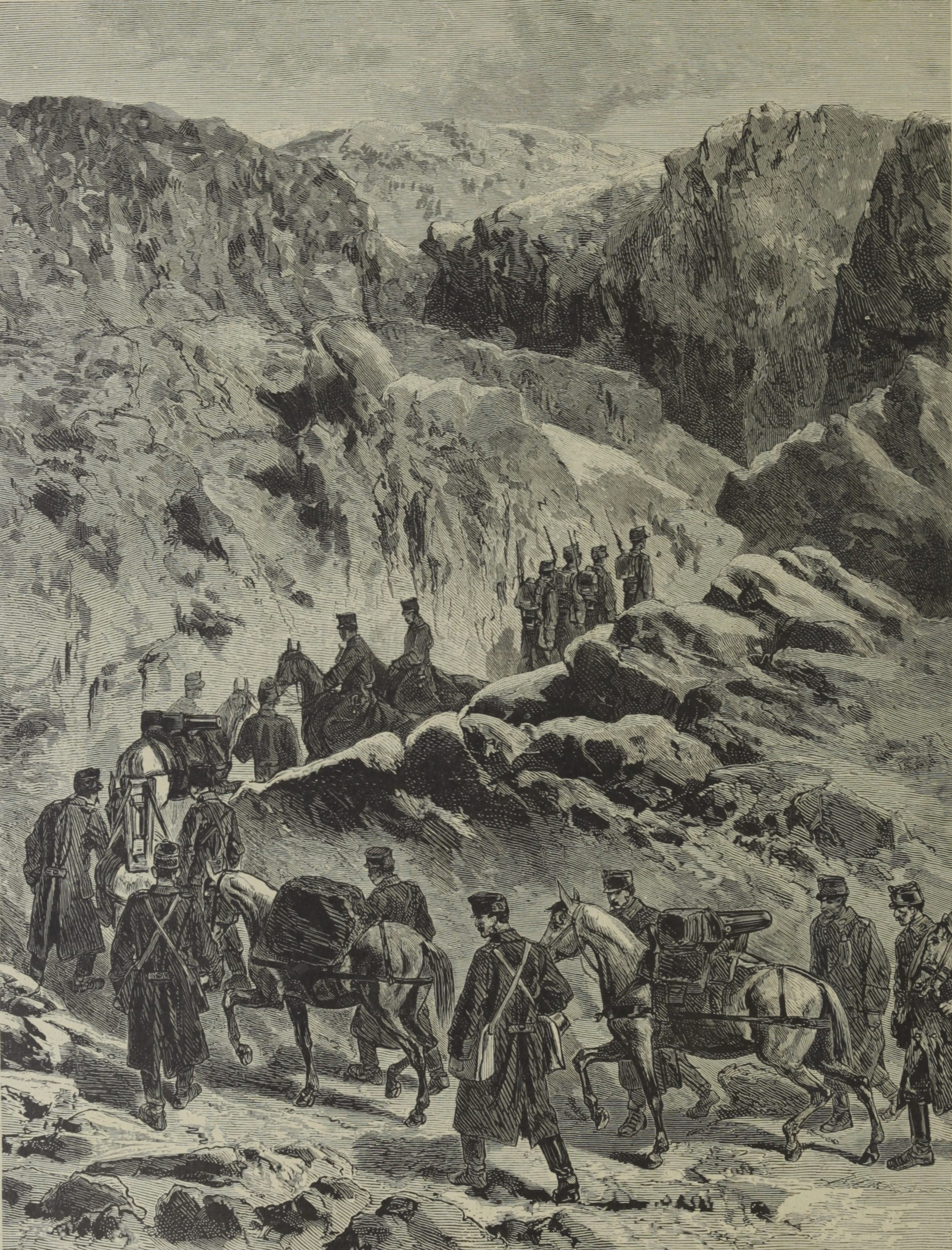
Postup rakousko-uherských dělostřelců horským terénem (Neue Illustrirte Zeitung, 1882)

### Potlačení
Proti povstání byla následně mobilizována bojová síla rakousko-uherská vojska v počtu asi 10 000 pěšáků a čtyř dělostřeleckých baterií. Několik tisíc rebelů, špatně vyzbrojených a operujících samostatně, následně jen těžko dosahovalo úspěchů v boji proti přesile nepřátel. Tvrdé boje sváděl začátkem února mj. i český 75. pěší pluk či rakouský 77. pěší pluk v bitvách u Brodu a nedaleko Budanje.

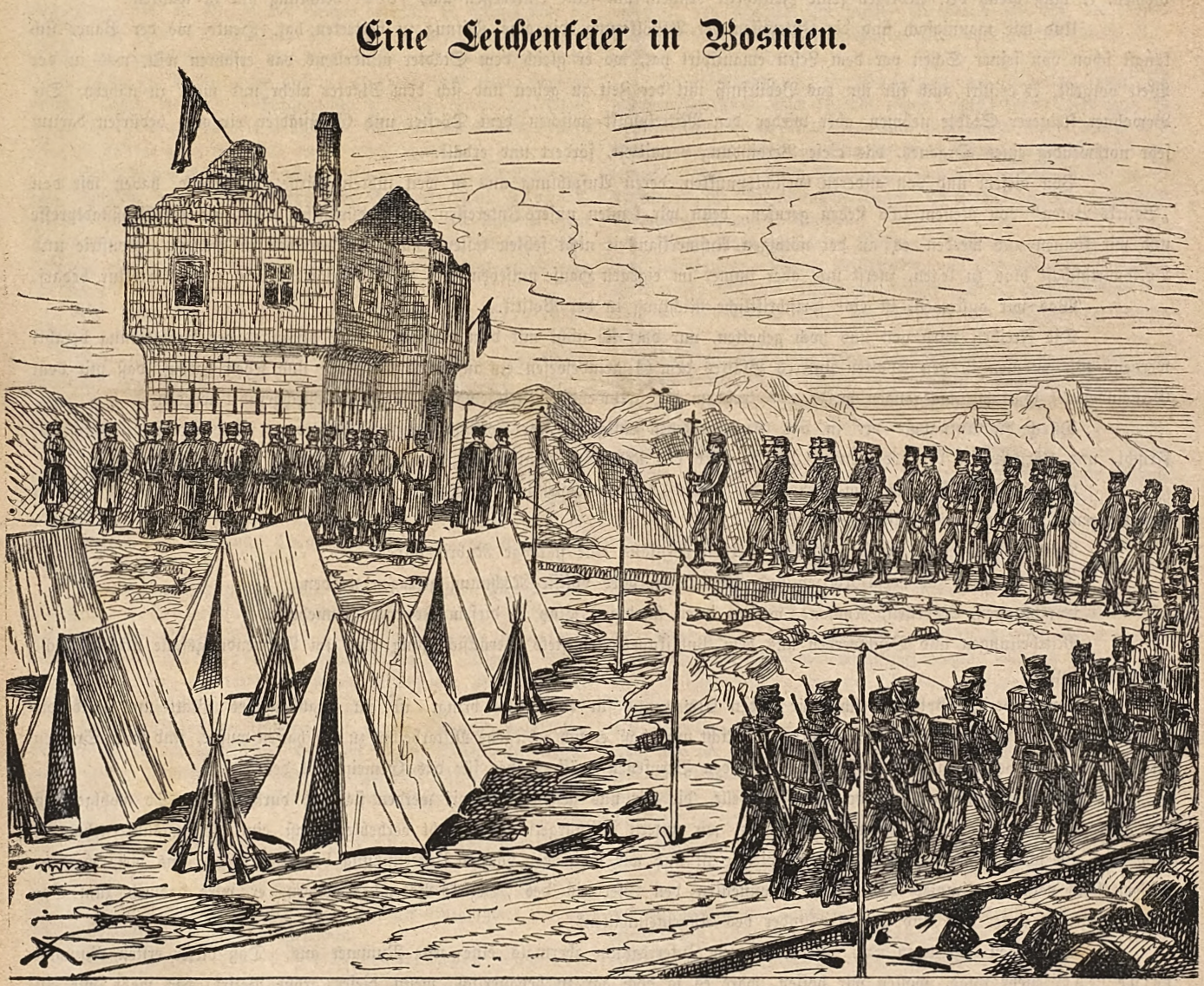
Pohřeb rakousko-uherského důstojníka v Crkvici (rytina z rakouského tisku, květen 1882)

V dubnu 1882 rakousko-uherská armáda povstání potlačila. V hlavních centrech tak byly nepokoje urovnány rychle, v řadě menších oblastí u hranic s Černou Horou však pokračovaly ještě řadu týdnů. Sporadické sabotáže a partyzánské akce však trvaly až do listopadu 1882.